# لويس موريخون
لويس موريخون مواليد 28 مارس 1973 في غواياكيل، هو لاعب كرة مضرب إكوادوري سابق بدأ مسيرته كمحترف سنة 1991 وكان يلعب باليد اليمنى، اعتزل اللعب في 2003. أعلى تصنيف له في الفردي كان المركز الـ 122 في سنة 1996. سبق أن شارك في دورة الألعاب الأولمبية الصيفية.

## روابط خارجية
- لويس موريخون على موقع رابطة محترفي التنس (الإنجليزية)
- لويس موريخون على موقع الاتحاد الدولي لكرة المضرب (الإنجليزية)
- لويس موريخون على موقع كأس ديفيز (الإنجليزية)
- لويس موريخون على موقع خلاصة التنس.كوم (الإنجليزية)
- لويس موريخون على موقع أوليمبيديا (الإنجليزية)